# Peter Ankersen
Peter Ankersen (* 22. září 1990, Esbjerg, Dánsko) je dánský fotbalový obránce a reprezentant, hráč klubu FC Red Bull Salzburg. Mimo Dánsko hrál v Norsku a Rakousku.

## Reprezentační kariéra
V A týmu Dánska zažil debut 14. 8. 2013 v přátelském utkání v Gdaňsku s Polskem (porážka 2:3).